# Hải dương học

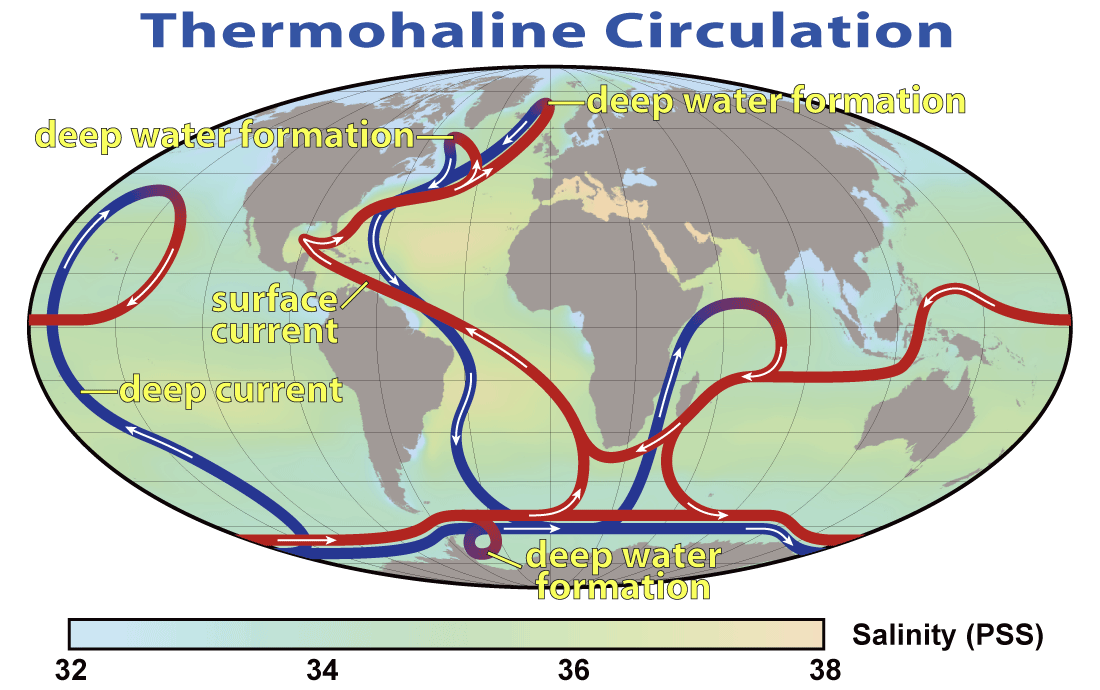
Dòng hoàn lưu biển

Hải dương học là một nhánh của các ngành Khoa học về Trái Đất, chuyên nghiên cứu về đại dương. Hải dương học bao gồm nhiều chủ đề như sinh vật biển và động học sinh thái; hải lưu, sóng biển, và động lực chất lỏng; kiến tạo mảng và địa chất dưới đáy biển; và thông lượng của nhiều chất hóa học và tính chất vật lý trong đại dương và các ranh giới mà nó vận chuyển qua. Những nội dung này phản ảnh mối liên hệ đa ngành mà các nhà hải dương học cần kết hợp nhiều kiến thức về đại dương và có sự hiểu biết về các quá trình diễn ra bên trong nó như: sinh học, hóa học, địa chất học, khí tượng học, và vật lý học cũng như địa lý.
Hải dương học phục vụ trực tiếp cho các lĩnh vực: du lịch, giao thông vận tải, quốc phòng, kinh tế (đánh giá ngư trường)...

## Các cơ sở đào tạo ngành hải dương học
- Trường đại học Khoa Học Tự Nhiên - ĐHQG Hà Nội
- Trường đại học Khoa Học Tự Nhiên - ĐHQG TPHCM
- Trường đại học Tài Nguyên Môi trường
- Trường đại học khoa học và công nghệ